# Vaasa
Vaasa (švedsko Vasa), v letih 1855–1917 kot Nikolainkaupunki, (švedsko Nikolajstad; dob. »mesto Nikolaj«) je mesto na zahodni obali Finske. Je upravno središče pokrajine Ostrobotnije. Prebivalcev Vaase je približno 69.000, medtem ko ima podregija približno 110.000 prebivalcev. Je 14. najbolj naseljena občina na Finskem in deseto najbolj naseljeno mestno območje v državi. Mesto je znano kot pomembno univerzitetno in visokošolsko mesto na Finskem.
Pristaniško mesto je leta 1606 ustanovil kralj Karel IX. Švedski, kmalu pa so ga iz Mustasaaren ali Mussarin preimenovali v Vasa v čast švedski kraljevi rodbini. Leta 1852 ga je skoraj popolnoma uničil požar, nakar so ga ponovno zgradili nekaj kilometrov severovzhodno od nekdanje lege. Novo mesto so po smrti ruskega carja Nikolaja I. poimenovali Nikolainkaupunki oziroma švedsko Nikolajstad; po februarski revoluciji so mestu vrnili prejšnje ime. V 1930-ih je s prevlado finsko govorečega prebivalstva prevladal tudi finski zapis imena Vaasa.
Vaasa je dvojezična občina s finščino in švedščino kot uradnim jezikom. Prebivalstvo sestavlja 65 % govorcev finsko, 23 % govorcev švedščine in 12 % govorcev drugih jezikov. Občine, ki obkrožajo Ostrobothnio, kot sta Korsholm in Malax, imajo očitno večino švedsko govorečih. Zaradi tega švedski jezik ohranja močan položaj v mestu, zaradi česar je to najpomembnejše kulturno središče za švedske Fince.

## Zgodovina

### Ime
V preteklih letih je Vaasa večkrat spremenila ime zaradi drugačnega črkovanja, političnih odločitev in sprememb jezikovnih pogojev. Sprva se je mesto imenovalo Mustasaari ali Mussor po vasi, kjer je bilo ustanovljeno leta 1606, le nekaj let kasneje pa so ime spremenili v Vaasa v čast švedski kraljevi rodbini. Mustasaari (finsko) ali Korsholm (švedsko) ostaja kot ime okoliške večinoma podeželske občine, ki od leta 1973 obdaja mesto. Mesto je bilo med letoma 1606 in 1855 znano kot Vaasa, med letoma 1855 in 1917 Nikolajstad (švedsko) in Nikolainkaupunki (finsko) med letoma 1855 in 1917, poimenovano po takrat pokojnem ruskem carju Nikolaju I., Vasa (švedsko) in Vaasa (finsko) po februarski revoluciji, pri čemer je bil finski zapis imena primarni od okoli leta 1930, ko so finsko govoreči postali večina v mestu.

### Ustanovitev
Zgodovina Korsholma in tudi Vaase se začne v 14. stoletju, ko so se pomorščaki iz obalne regije v osrednji Švedski izkrcali v sedanji Stari Vaasi in so lastniki iz jugozahodne Finske prišli čuvat njihovo zemljo.
Sredi stoletja je bila zgrajena cerkev Svete Marije, v 1370-ih letih pa se je začela gradnja trdnjave v Korsholmu, Crysseborgh, ki je služila kot upravno središče grofije Vasa. Švedski kralj Karel IX. je 2. oktobra 1606 ustanovil mesto Mustasaari/Mussor okoli najstarejšega pristanišča in trgovske točke okoli cerkve v Korsholmu, približno sedem kilometrov jugovzhodno od sedanjega mesta. Leta 1611 je bilo mesto zakupljeno in preimenovano po kraljevi rodbini Vasa.
Zahvaljujoč pomorskim povezavam, ladjedelništvu in trgovini, predvsem trgovini s katranom, je Vaasa v 17. stoletju cvetela in večina prebivalcev se je z njo preživljala.
Leta 1683 se je tripredmetna ali trivialna šola preselila iz Nykarlebyja v Vaaso, štiri leta kasneje pa je bila v Vaasi zgrajena nova šolska hiša. Prva knjižnica na Finskem je bila ustanovljena v Vaasi leta 1794. Leta 1793 je Vaasa imela 2178 prebivalcev, v letu katastrofalnega mestnega požara leta 1852 pa se je število povzpelo na 3200.

### Finska vojna
Med finsko vojno med Švedsko in Rusijo v letih 1808–1809 je Vaasa trpela bolj kot katero koli drugo mesto. Junija 1808 so Vaaso zasedle ruske sile in nekateri lokalni uradniki so prisegli zvestobo okupacijskim silam.
25. junija 1808 je bil švedski polkovnik Johan Bergenstråhle poslan s 1500 vojaki in štirimi topovi, da Vaaso osvobodi 1700 ruskih vojakov, ki jih je vodil generalmajor Nikolaj Demidov. Bitka pri Vaasi se je začela s švedskimi silami, ki so se izkrcale severno od Vaase v Österhankmu in napredovale vse do mesta, kjer so napadle s 1100 vojaki, saj so morali nekatere pustiti zadaj, da so zavarovali bok. Na ulicah so potekali hudi boji in na koncu so bile švedske sile odvrnjene in prisiljene, da se umaknejo po poti, po kateri so prišle.
Generalmajor Demidov je sumil, da so se prebivalci Vaase oborožili in pomagali švedskim silam, čeprav je deželni guverner tisto pomlad zaplenil vse orožje, in se je maščeval tako, da je pustil svojim možem več dni pleniti mesto. V teh dneh je bilo ubitih 17 civilistov, lastnina je bila izropana in uničena, številni so bili napadeni, več ljudi pa je bilo odpeljanih v vas Salmi v Kuortaneju, kjer so morali prestati fizično kaznovanje, imenovano tek z rokavico. Pokol v Vaasi je bil med finsko vojno izjemen, saj so se ruske sile tako daleč izognile takšni krutosti. Verjetno je bilo to posledica razočaranja, ki so ga Rusi čutili zaradi intenzivne gverilske dejavnosti proti njim v regiji.
30. junija so se ruske sile umaknile iz Vaase in vsi uradniki, ki so prisegli zvestobo Rusiji, so bili odpuščeni, nekatere pa so napadli domačini. 13. septembra so se ruske sile vrnile in naslednji dan je prišlo do odločilne bitke pri Oravaisu, v kateri je zmagala Rusija, približno 50 kilometrov severneje. Do zime 1808 so ruske sile zavzele celotno Finsko in s pogodbo iz Fredrikshamna (17. septembra 1809) je Švedska izgubila celoten vzhodni del svojega kraljestva. Vaasa bi zdaj postala del novoustanovljenega Velikega vojvodstva Finske v okviru Ruskega imperija.

### Mestni požar
Večinoma leseno in gosto pozidano mesto je bilo leta 1852 skoraj popolnoma uničeno. 3. avgusta zjutraj je izbruhnil požar v skednju, ki je pripadal sodniku okrožnega sodišča J. F. Aurénu. Opoldne je vse mesto gorelo in požar je trajal več ur. Do večera je večina mesta pogorela do tal. Od 379 stavb je preživelo le 24 zasebnih stavb, med njimi patricijska hiša Falander–Wasastjerna (zgrajena v letih 1780–1781), v kateri je danes Muzej stare Vaase.
Prizivno sodišče (zgrajeno leta 1775, danes Korsholmska cerkev), nekatere ruske stražarnice skupaj s skladiščem smodnika in stavbe deželne bolnišnice Vaasa (danes psihiatrična bolnišnica) so prav tako preživele požar. Ruševine cerkve iz sivega kamna, zvonika, mestne hiše in trivialne šole so še vedno na svojih prvotnih mestih. Velik del arhivskega gradiva o Vaasi in njenih prebivalcih je bil uničen v požaru. Po splošnem prepričanju je ogenj izbruhnil, ko je neprevidni obiskovalec iz Vöråja zaspal v Aurénovem skednju in je pipo spustil v suho seno.

### Novo mesto
Novo mesto Nikolaistad (finsko Nikolainkaupunki), poimenovano po pokojnem carju Nikolaju I., se je leta 1862 dvignilo približno sedem kilometrov severozahodno od starega mesta. Obmorska lega mesta je nudila dobre pogoje za pomorstvo. Načrt mesta je načrtoval Carl Axel Setterberg v slogu imperija. V glavnem načrtu so bile upoštevane katastrofalne posledice požara. Glavne ulice v novem mestu je bilo pet širokih avenij, ki so mesto delile na odseke. Vsak blok je bil razdeljen z uličicami.
Mesto se je nemudoma preimenovalo v Vasa (Vaasa), potem ko je bil leta 1917 strmoglavljen car Nikolaj II.

### Glavno mesto Finske
Med finsko državljansko vojno od 29. januarja do 3. maja 1918 je bila Vaasa glavno mesto Finske. Zaradi zasedbe osrednjih krajev in aretacij politikov v Helsinkih se je senat odločil, da senatorje preseli v Vaaso, kjer je imela bela garda, ki je podpirala senat, močan položaj in so bili stiki z Zahodom dobri.
Finski senat je začel delovati v Vaasi 1. februarja 1918 in je imel štiri člane. Senat je zasedal v Mestni hiši. Da bi izrazil svojo hvaležnost mestu, je senat dal Vaasi pravico, da svojemu grbu doda Križ svobode, najstarejši častni znak neodvisne Finske, ki ga je oblikoval Akseli Gallen-Kallela. Grb ni nenavaden le v tem pogledu, ampak tudi zaradi nestandardne oblike in krone. Zaradi svoje vloge v državljanski vojni je Vaasa postala znana kot Belo mesto. Na mestnem trgu so postavili Kip svobode, ki prikazuje zmagovitega belega vojaka.

### Po vojni
Jezikovne razmere v mestu so se v 1930-ih spremenile in večina je postala finsko govoreča. Zato se je tudi primarno ime spremenilo iz Vasa v Vaasa, v skladu s finskim črkovanjem.
Po vojni je bila Vaasa industrializirana, vodil jo je proizvajalec elektronike Strömberg, ki se je kasneje združil v ABB.
Leta 2013 je bila občina Vähäkyrö združena z občino Vaasa. Trenutno je območje eksklave mesta, saj je obkroženo z drugimi občinami.

## Podnebje
V bližini polarnega kroga Vaasa spada v celinsko subarktično podnebje (Köppen: Dfc) s hudimi suhimi zimami in skoraj toplimi poletji. Prevladujoča smer vetrov, Severnoatlantski tok in bližina Botniškega zaliva dajejo podnebju kljub zemljepisni širini gotovo življenjsko udobje, podobno kot na jugu Aljaske, kjer se križajo celinskost, bližina polov in zmernost. Veter fen, na primer, prehaja čez Skandinavsko gorovje in pusti milejše in bolj suho vreme v zavetrju gora, kjer je Vaasa, kar vpliva zlasti pozimi, kar pojasnjuje sončne dni tudi v sezoni kratkega sončnega trajanja.
Oddaljenost od morja povzroča sezonsko zakasnitev pomladi in poletja, hkrati pa pozno vplivata na jesen in zimo. Povprečna letna temperatura je 4,7 °C (normalna od 1991 do 2020). V nizki Ostrobotniji običajno zapade malo snega, vendar lahko stik hladnega zraka s toplejšim in vlažnim zrakom povzroči obilno sneženje. Zgodnje poletje (pa tudi pomlad) je običajno bolj suho in najbolj vlažen mesec ne sovpada s toplejšim mesecem. Konec aprila je običajno rastna sezona s približno 250–300 mm. Morski veter pojasnjuje razliko v temperaturi, porazdelitvi padavin in sonca, drugače kot v Finskem zalivu, Botniški zaliv prinaša morski veter v kraje, ki so bolj oddaljeni približno 50 km od obale. Mesto ima več sonca kot kraji v notranjosti, čeprav trenutni dnevniki niso na voljo. Najvišja doslej zabeležena temperatura je bila 18. julija 2018 32,2 °C, čeprav je bil isti dan v središču mesta zabeležen rekord 33,7 °C, kar je bil pravzaprav najtoplejši dan v Finska leta 2018 z rahlo znižanjem temperature, zabeležene v Turku Artukainen, ki je znašala 33,6 °C, prav tako 18. julija 2018, zaradi česar je bila najvišja temperatura, kadar koli zabeležena v Vaasi.

## Gospodarstvo
Vaasa je na splošno industrijsko mesto z več industrijskimi parki. Industrija obsega eno četrtino delovnih mest.
V mestu je univerza (Univerza v Vaasi), fakulteti Åbo Akademi in Hanken ter dve univerzi uporabnih znanosti. Veliko delavcev se vozi na delo iz Korsholma, Laihie in drugih bližnjih občin.
Kompleks elektrarn Vaskiluoto je na otoku Vaskiluoto in oskrbuje nacionalno omrežje z električno energijo ter mesto z daljinsko toploto.
Večnamensko tovorno in potniško pristanišče Vaasa je v Vaskiluoto in povezuje Vaaso z Umeåjem na Švedskem in oddaljenimi destinacijami.
Filmsko produkcijsko podjetje Future Film ima sedež v Vaasi. Kotipizza ima sedež v Vaskiluodon Satamaterminaali.